# Hurston (inslagkrater)
Hurston is een inslagkrater op de planeet Venus. Hurston werd in 1994 genoemd naar de Afro-Amerikaanse schrijfster en antropologe Zora Neale Hurston (1891-1960).
De krater heeft een diameter van 52,4 kilometer en bevindt zich in het gelijknamig quadrangle Hurston (V-62).